# Israel Folau

a Compétitions nationales et continentales officielles uniquement.

b Matchs officiels uniquement.
Dernière mise à jour le 24 novembre 2018.
Israel Folau (surnommé Izzy), né le 3 avril 1989 à Minto dans la banlieue de Sydney, est un sportif australien de haut niveau, ayant connu une carrière dans trois codes de rugby, le rugby à XIII, le football australien et le rugby à XV, avec divers succès.
Il pratique le rugby à XIII dans sa jeunesse et devient précocement un joueur de premier plan en National Rugby League avec le Storm de Melbourne (avec un titre de NRL en 2007 qui est par la suite retiré) puis les Broncos de Brisbane au poste de centre. Plus jeune international australien de l'histoire du XIII d'Australie, il y est finaliste de la Coupe du monde 2008. Enfin, il remporte à trois reprises le State of Origin avec le Queensland entre 2008 et 2010.
Fort de ce début de carrière prolifique en rugby à XIII, il décide de changer de code de rugby et signe un contrat de quatre ans en football australien avec les Giants de Greater Western Sydney nouvellement créés pour la somme de six millions de dollars australiens. Il y reste deux saisons et ce passage y est un échec, la franchise terminant dernière de l'Australian Football League en 2012.
Il annonce alors un nouveau changement de code de rugby et rejoint les Waratahs durant sept saisons en rugby à XV qui évoluent en Super Rugby. Il remporte ce championnat en 2014. Il y est polyvalent et occupe alternativement le poste d'arrière, de centre ou d'ailier. Il est également sélectionné à 62 reprises en équipe d'Australie et y inscrit 37 essais soit le quatrième meilleur total de l'histoire de la sélection. Il y est finaliste de la Coupe du monde 2015 perdue 17-34 contre la Nouvelle-Zélande et vainqueur du Rugby Championship 2015.
Toutefois, Israel Folau, membre des Assemblées de Dieu qui est un dénomination chrétienne évangélique pentecôtiste, est l'auteur d'une polémique en raison de sa position homophobe en 2018 sur les réseaux sociaux en relayant une vidéo promettant l'enfer aux homosexuels. Bien que non sanctionné lors de cette première sortie médiatique, il est l'auteur en 2019 d'un post sur Instagram citant un passage de la Bible à caractère homophobe entre autres. La fédération australienne de rugby à XV décide alors de sévir et de le licencier. Folau poursuit en justice la fédération et pour éviter tout procès, la fédération présente ses excuses pour le tort causé à Folau et le dédommage à hauteur de trois millions de dollars australiens.
À la suite de cet épisode, Israel Folau n'est pas désirable que cela soit au rugby à XV et au rugby à XIII en Australie et trouve un nouveau projet sportif en revenant au premier code de rugby pratiqué le rugby à XIII en signant dans la franchise française des Dragons Catalans en Super League. Il n'y restera même pas une saison, pour rejoindre ensuite la franchise japonaise de rugby à XV NTT Communications.

## Biographie

### Jeunesse et début au rugby à XIII
Israel Folau naît à Minto en Nouvelle-Galles du Sud de parents d'origine tongienne, Eni et Amelia. Il a un plus jeune frère, John Folau, qui joue plus tard également un joueur de rugby à XIII en National Rugby League et international tongien. il fréquente l'école publique de Lurnea puis de Westfields en banlieue de Sydney avant de déménager dans ses jeunes années à Brisbane en 2004 en raison d'une opportunité de travail de son père. Il fréquente alors « Marsden State High School » où il connaît ses premières sélections avec la « Australian Schoolboys » (l'équipe d'Australie scolaire de rugby à XIII), y fréquente Chris Sandow et Antonio Winterstein et dispute également des sélections avec le Queensland School Boys.
Il est alors repéré par un recruteur du club du Storm de Melbourne qui l'amène à rejoindre les Norths Devils. Ce club dispute l'antichambre de la National Rugby League et sert de réserve pour Melbourne. Il y dispute ses rencontres à seulement seize ans alors qu'il s'agit d'une équipe de moins de dix-neuf ans. Folau est l'un des grands espoirs du rugby à XIII et confirme son grand talent, il prend part à la tournée de l'équipe scolaire australienne en Europe pour une tournée en France, pays de Galles et Angleterre malgré son jeune âge et Folau croit alors à l'opportunité de jouer en National Rugby League.

### 2007-2010: Débuts de carrière en fanfare en rugby à XIII

#### 2007-2008: Éclosion au Storm de Melbourne

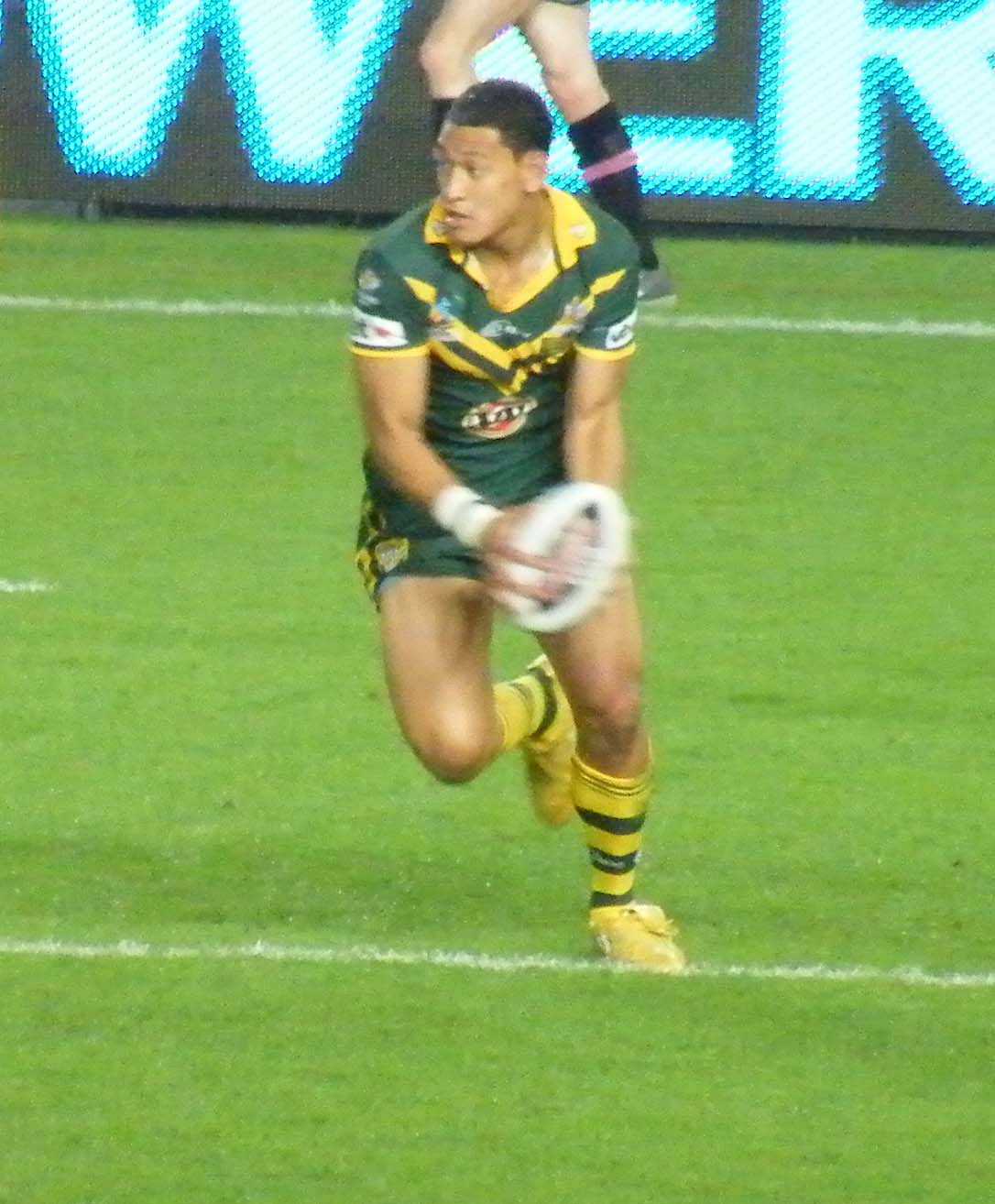

Israel Folau débute à seulement dix-sept ans en National Rugby League en rejoignant le Storm de Melbourne, il y joue son premier match le 16 mars 2007 contre les Wests Tigers au poste d'ailier et y marque un essai prenant une part active au premier succès de Melbourne cette saison-là. Ce choix opéré par l'entraîneur Craig Bellamy fait suite à la blessure de Steve Turner désigné alors titulaire à l'aile. Il devient alors le plus jeune joueur de l'histoire du club à porter le maillot. Impressionnant pour ses débuts aux côtés de Cameron Smith, Greg Inglis, Billy Slater, Ryan Hoffman, Dallas Johnson ou Matt King, il est aussitôt un titulaire indiscutable dans l'équipe et devient même l'unique joueur de l'effectif à disputer toutes les rencontres de NRL de cette saison 2007, au poste d'ailier principalement et épisodiquement au poste de centre. Il termine la saison avec un total de 21 essais inscrits et cinq buts en vingt-six rencontres et remporte le trophée de meilleur marqueur d'essais de la saison à égalité avec Matthew Bowen des Cowboys de North Queensland. Cette remarquable saison est ponctuée d'un titre de meilleur débutant en NRL devant Michael Jennings, Cory Paterson, Cooper Cronk et Krisnan Inu. Melbourne survole la saison avec seulement trois défaites et s'impose en finale de la NRL 34-8 contre les Sea Eagles de Manly Warringah. Ce titre de championnat est par la suite retiré par la NRL en raison du dépassement du plafond salarial du club et n'apparaît donc pas à son palmarès.
En fin de saison, la blessure du centre Justin Hodges permet à Israel Folau d'être sélectionné par Ricky Stuart en équipe d'Australie qui dispute un match amical contre la Nouvelle-Zélande le 14 octobre 2007. Placé à l'aile, il y marque deux essais pour une victoire écrasante 58-0. Il devient alors le plus jeune international de l'histoire de la sélection australienne effaçant le record de précocité de Bradley Fittler datant de 1990 - 18 ans et 194 pour Folau contre 18 ans et 247 jours pour Fittler.

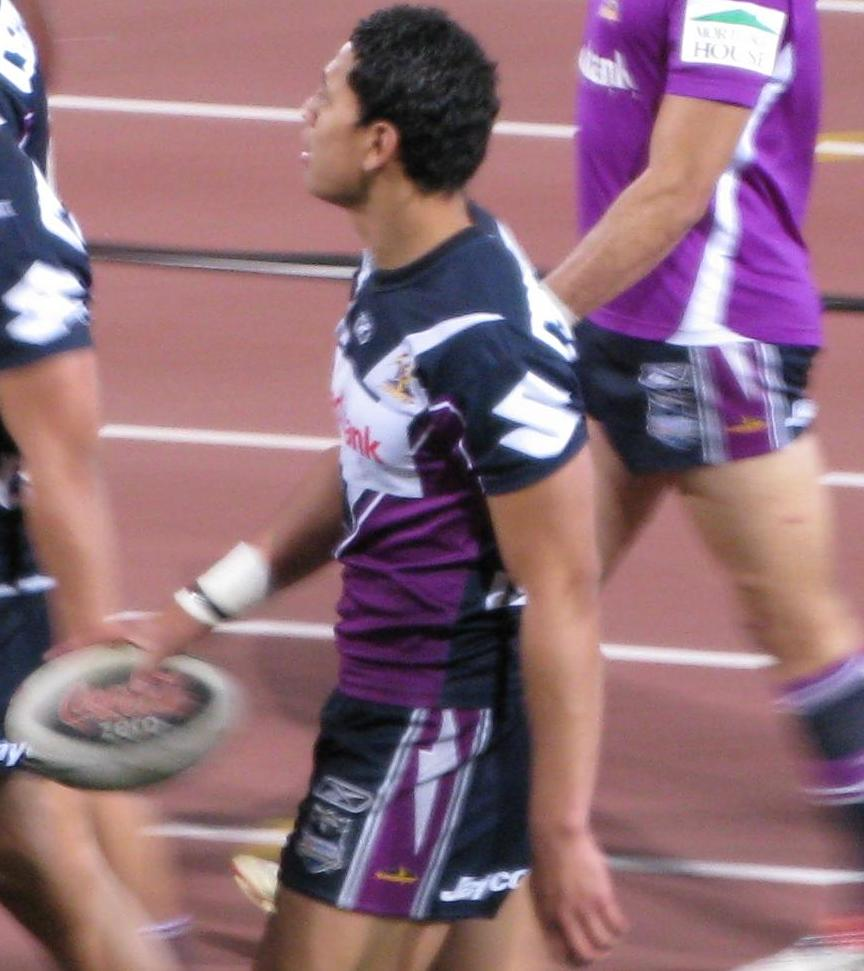

En 2008, le départ de Matt King pour les Wolves de Warrington en Super League, Israel Folau quitte le poste d'ailier pour être replacé au poste de centre avec Melbourne. Le 30 mars 2008, il annonce qu'il rejoint à partir de la saison 2009 les Broncos de Brisbane pour être proche de sa famille laissée dans le Queensland.. Ce replacement de poste est un succès pur Folau, Melbourne réalise un début de saison réussi en prenant rapidement la première place du classement. Folau est indiscutable en club mais également en sélection. Tout d'abord dans le cadre du State of Origin, Folau est convoqué par le sélectionneur du Queensland Mal Meninga et dispute les trois rencontres de la série au poste d'ailier. Il marque des essais à chacune des trois rencontres et prend une part active dans le succès du Queensland dans la série en étant désigné homme du match de la troisième rencontre décisive remporté 16-10. Il l'est également tout aussi indiscutable en équipe d'Australie en prenant part au succès de l'Australie 28-12 contre la Nouvelle-Zélande en mai 2008. Avec son club, Melbourne, il termine premier de la saison régulière et se qualifie pour une nouvelle finale de NRL pour une même affiche qu'en 2007 en retrouvant Manly-Warringah malgré un parcours en phase finale compliquée débutant par une défaite surprenante contre les Warriors de New Zealand et suivie de deux victoires contre Brisbane et Cronulla-Sutherland. La finale contre Cronulla-Sutherland est contre toute attente une démonstration de ce club qui s'impose 40-0. Folau ponctue ainsi son passage à Melbourne par 52 rencontres disputées pour 36 essais et 5 buts en deux saisons, il prend part à deux finales de NRL dont une remportée avant annulation, et y connaît ses premières sélections en équipe d'Australie et du Queensland.
Il termine sa saison 2008 par une participation à la Coupe du monde 2008 avec l'Australie. Il prend à toutes les rencontres au poste de centre, battant la Nouvelle-Zélande 30-6, l'Angleterre 52-4 et la Papouasie-Nouvelle-Guinée 46-6 au premier tour, puis les Fidji 52-0 en demi-finale. L'Australie avance comme grande favorite du titre en finale disputée sur ses terres et mène 16-10 contre la Nouvelle-Zélande à la mi-temps, toutefois cette dernière renverse le cours du match en seconde période et parvient à la surprise générale à s'imposer 34-20 empêchant à l'Australie de remporter pour la première fois ce titre depuis 1972. La fédération internationale décerne toutefois le titre de meilleur centre de l'année à Israel Folau.

#### 2009-2010: Joueur clé des Broncos de Brisbane et du Queensland
Israel Folau annonce en mars 2008 sa signature pour les Broncos de Brisbane à compter de la saison 2009. Le club basé dans le Queensland tourne la page de son célèbre entraîneur Wayne Bennett en poste depuis 1988 parti rejoindre les Dragons de St. George Illawarra et est remplacé par Ivan Henjak. Dans cette équipe en reconstruction, Folau réalise au poste d'ailier ou de centre une saison de qualité avec dix-sept essais inscrits en dix-neuf rencontres. Il est également sélectionné au State of Origin avec le Queensland au poste d'ailier qu'il remporte en disputant et gagnant les deux premières rencontres. Il est également titulaire en sélection d'Australie lors de la rencontre la Nouvelle-Zélande remportée 30-10 en mai 2009. En NRL, Brisbane, sixième de la saison régulière, surprend en phase finale les Titans de Gold Coast (troisième) 40-32 puis St. George Illawarra (vainqueur de la saison régulière) 24-10 mais s'avoue vaincu en finale préliminaire contre son ancien club de Melbourne 10-40. En fin d'année, il est sélectionné avec l'Australie au Tournoi des Quatre Nations 2009 mais décline en raison d'une blessure à la cheville et est remplacé par Brett Morris.
La saison 2010 marque un premier tournant dans la carrière sportive d'Israel Folau. Indéboulonnable titulaire au poste de centre de Brisbane, Folau est l'objet de nombreuses offres émanant de rugby à XV avec la création des Rebels de Melbourne, futur club de Super Rugby, ainsi que de football australien avec la création des Giants de Greater Western Sydney, futur club de l'Australian Football League, et d'une prolongation de contrat par Brisbane. Après avoir fait monté les enchères, il donne finalement son accord pour le football australien et les Giants de Greater Western Sydney en concluant un contrat de six millions de dollars australiens sur quatre années. Futur-ex joueur de rugby à XIII, Folau est toutefois retenu pour le State of Origin 2010 par Meninga à l'aile, disputant les trois rencontres de la série et ajoutant un troisième titre de State of Origin en trois ans. Il n'est en revanche plus sélectionné en équipe d'Australie à compter de sa signature en football australien. Il est même interdit de disputer une rencontre avec le pays d'origine de ses parents, les Tonga, contre les Samoa tout comme de prendre place au côté du staff des Tonga. En NRL, Brisbane rate pour la première fois depuis dix ans la qualification pour la phase finale avec une dixième place en saison régulière.

### 2011-2012: Essai non concluant en football australien et retour à la foi

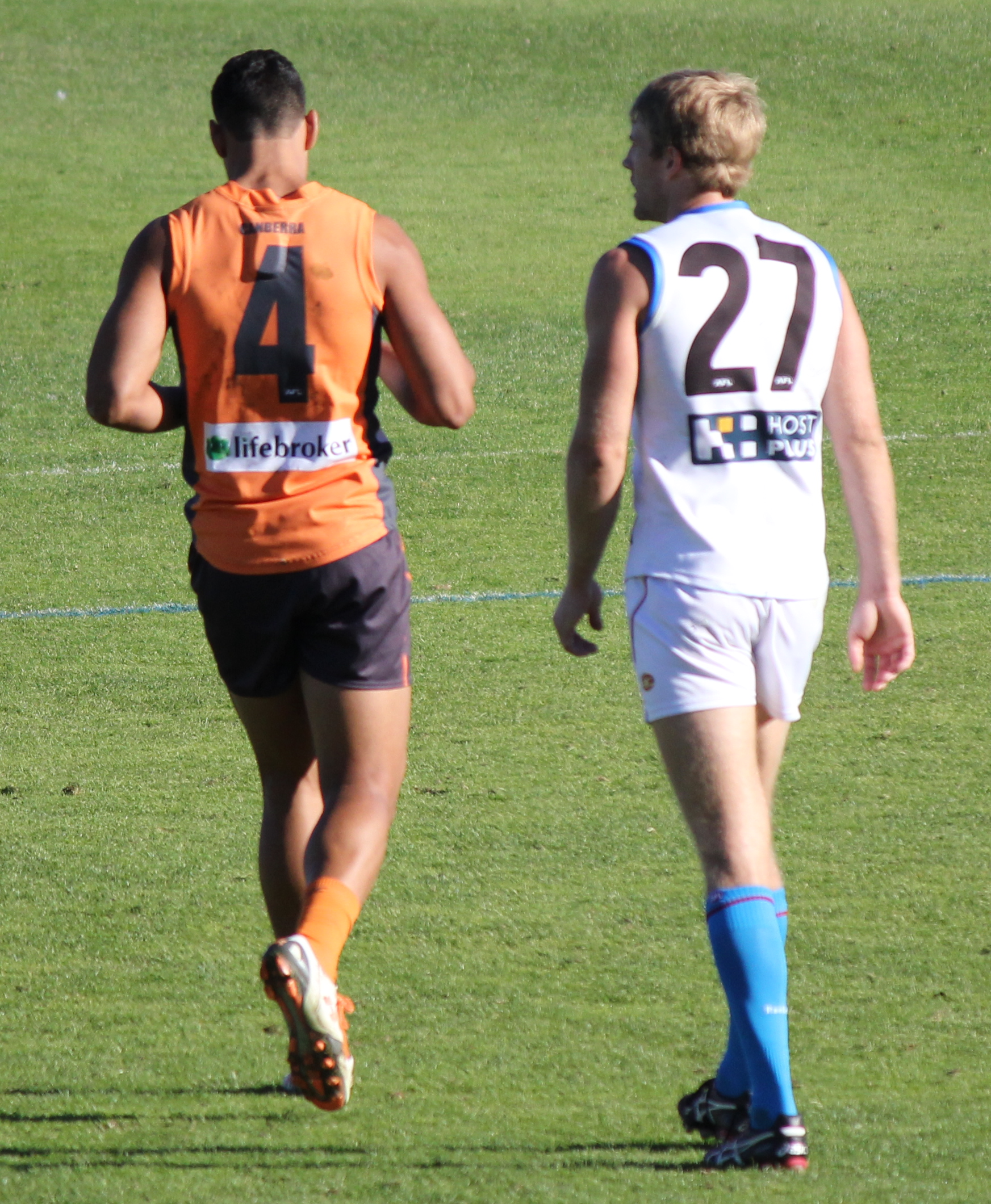

Son départ du rugby à XIII pour le football australien est controversé. Il déclare plus tard que c'est son père qui la convaincu de signer en football australien en raison de l'offre financière ne pouvant pas être refusée selon lui. Tête d'affiche d'un club nouvellement créé dont l'objectif est d'intégrer l'Australian Football League (AFL) en 2012, Folau et son club des Giants de Greater Western Sydney doivent disputer en 2011 la « North East Australian Football League », antichambre de l'AFL. Folau, sans aucune expérience préalable en football australien, fait donc ses débuts dans ce code de rugby sans aucune expérience. Durant cette saison 2011, il est placé dans un rôle défensif par l'entraîneur Kevin Sheedy avant de le replacer en attaque où les performances de Folau s'améliorent.
Lors de la saison 2012, Folau et son club font leurs premiers pas en Australian Football League. Le club termine dernier de la saison régulière et les performances de Folau sont décrites comme un véritable échec sportif, toutefois son arrivée permit au club d'avoir une exposition médiatique et d'y établir le club.
Ses deux années passées en football australien amènent Israel Folau à se poser de nombreuses questions à son sujet et de renouer avec la foi chrétienne en fréquentant une nouvelle église. Il se décrit alors comme « émotionnellement brisé » et avait alors placé sa vie uniquement sous le prisme matérialiste et financier. Il déclare qu'« avec cette signature, il est passé du top de la NRL au dernier de l'AFL », il se sait mauvais dans ce code de rugby amenant à se poser de réelles questions sur son avenir en désirant revenir en NRL. Il décide à partir de cette expérience de fréquenter de nouveau l'Église et considère selon lui que « c'est à ce moment-là qu'il commence à réaliser que tout cela fait partie du plan de Dieu ». Il déclare à son père son intention de casser le contrat en cours pour quitter l'AFL et ce dernier finit par accepter la volonté de son fils.

### 2012-2019: Tutoiement des sommets en rugby à XV  puis exclusion

#### Le joueur australien des années 2010

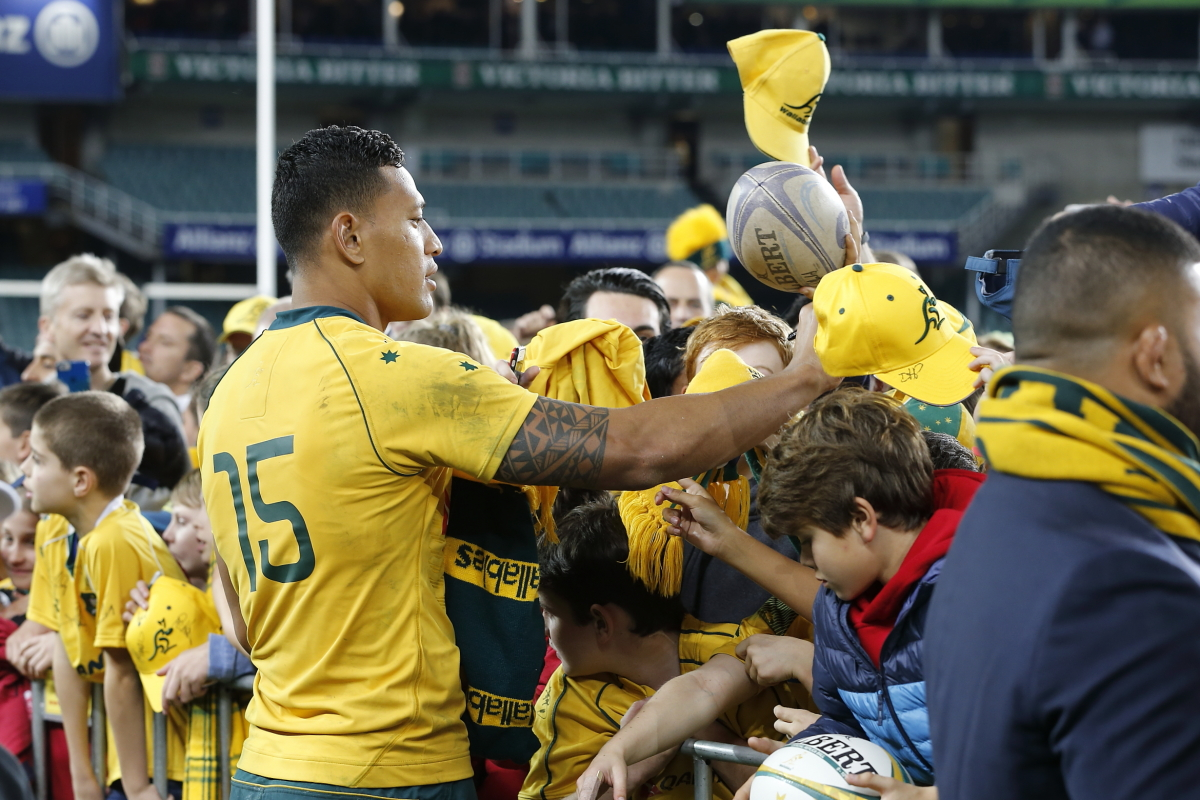

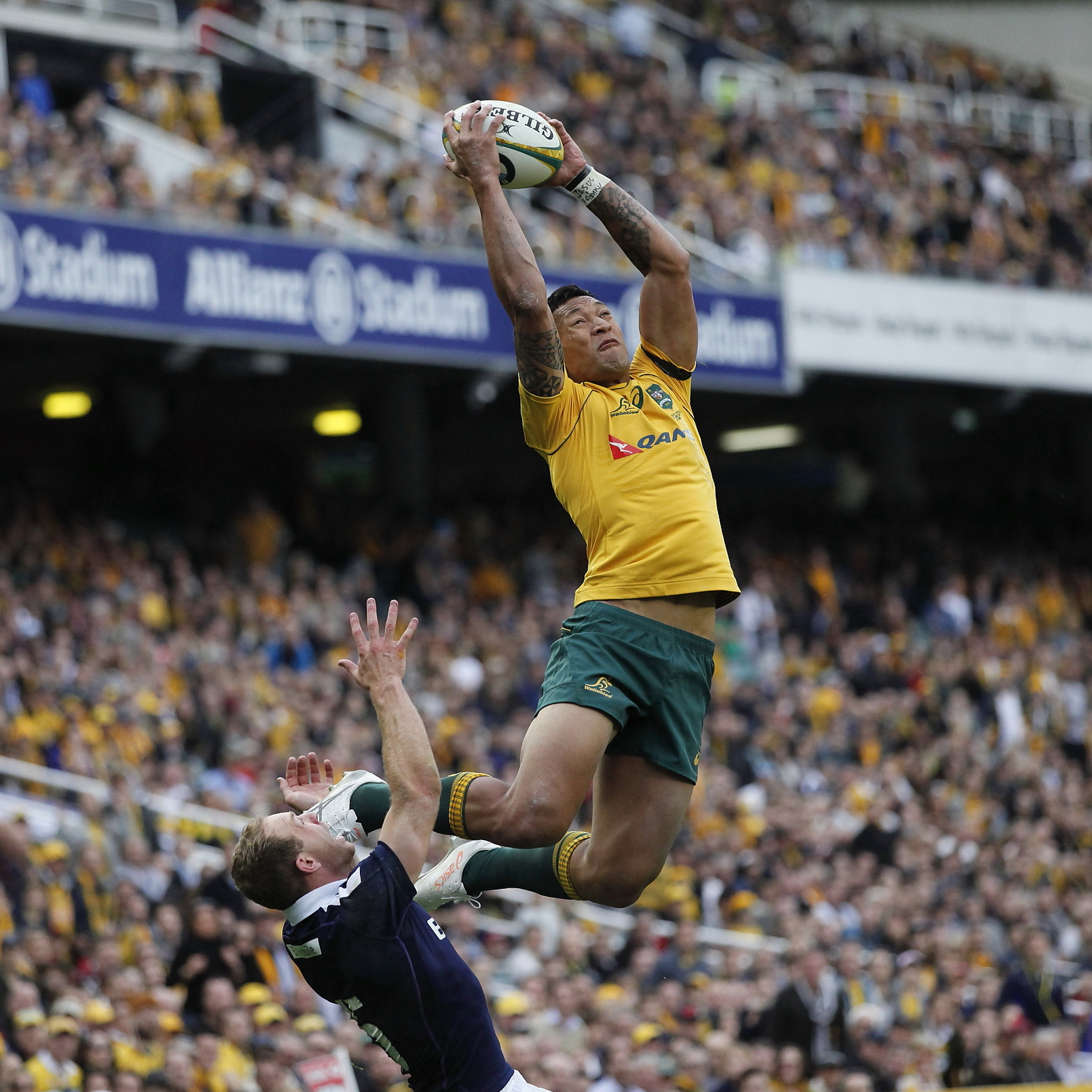

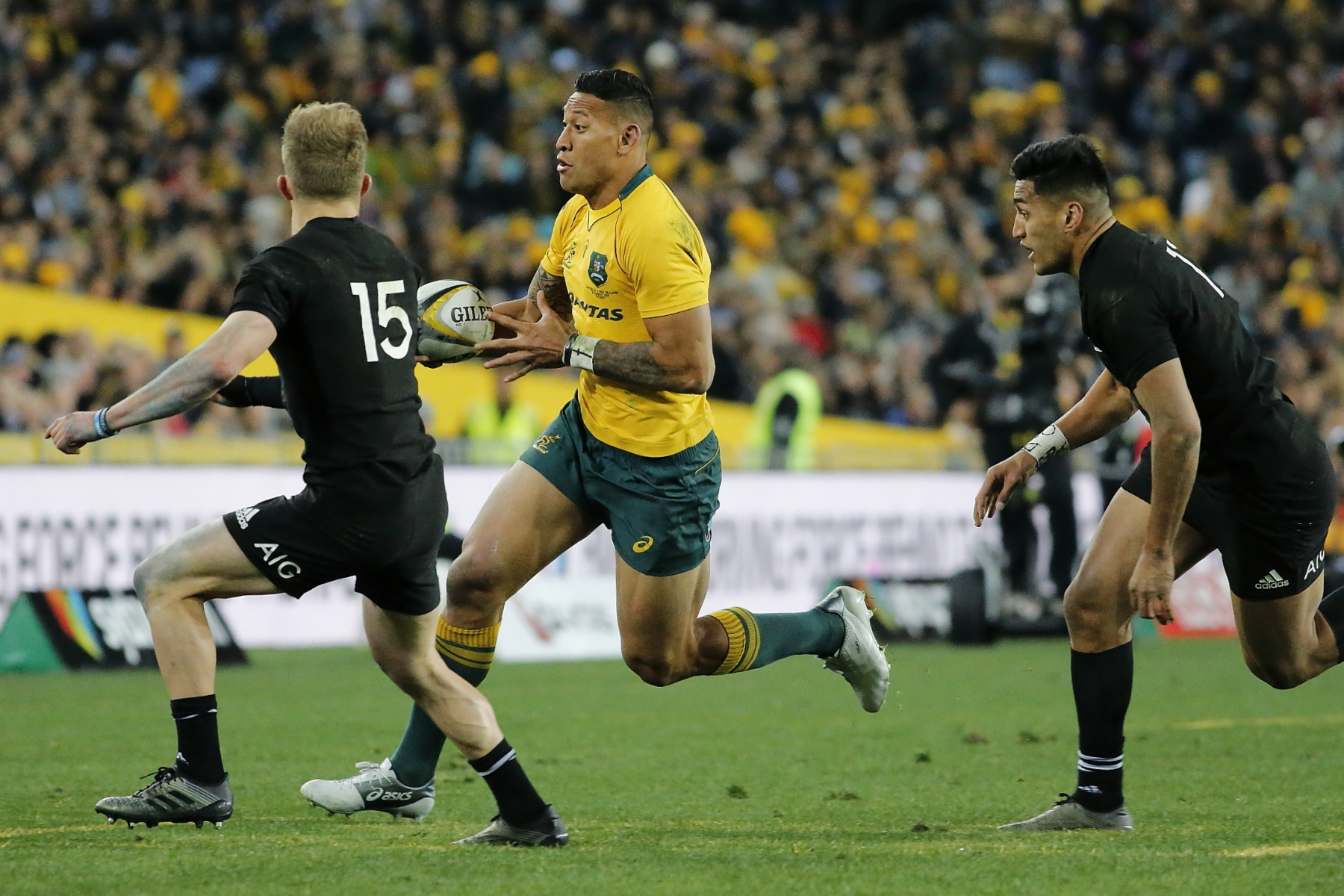

Israel Folau annonce en octobre 2012 la rupture de son contrat avec les Giants de Greater Western Sydney sans donner d'indication à sa future destination. Il ne cache pas alors l'attrait que représente le State of Origin et la National Rugby League où évolue son jeune frère John aux Eels de Parramatta. Ce dernier club est désormais entraîné par Ricky Stuart, ex sélectionneur de l'équipe d'Australie qui avait convoqué Israel en sélection en 2007 et 2008. Après des contacts avancés avec Parramatta, il annonce finalement un nouveau changement de code mais cette fois-ci pour le rugby à XV en paraphant un contrat avec les Waratahs de Nouvelle-Galles du Sud qui évoluent en Super Rugby et entraîné par Michael Cheika qui vient de prendre en main le club. Il déclare alors que l'argent n'est pas l'élément moteur de sa décision sinon il serait rester en AFL, toutefois son refus de revenir en NRL est qualifié de « mercenaire » par de nombreux observateurs. Il se met alors en relation avec Lote Tuqiri pour réussir son passage à XV comme son illustre aîné dix ans auparavant.
Cheika décide de l'aligner d'entrée comme titulaire au poste d'arrière occupé auparavant par Ashley Adams-Cooper ou Bernard Foley. Titulaire indiscutable et auteur de prestations convaincantes avec huit essais marqués en quatorze rencontres, il est appelé seulement quatre mois après ses débuts en équipe d'Australie de rugby à XV par Robbie Deans qui le titularise au poste d'ailier contre la série des Lions Britanniques. Il y marque deux essais lors du premier match mais l'Australie perd la série 2-1 et Deans est remplacé par Ewen McKenzie. Sous ce dernier, Folau conserve sa place de titulaire mais occupe désormais le poste d'arrière en concurrence avec Jesse Mogg, poste dont il est titulaire jusqu'en 2018. Il dispute en 2013 quinze rencontres avec l'Australie pour dix essais et des victoires prestigieuses contre l'Irlande à Lansdowne Road ou le pays de Galles au Millennium Stadium.
La saison 2014 est tout aussi réussie sportivement pour Folau. Auteur de douze essais en Super rugby, il en est le meilleur marqueur d'essais avec Nemani Nadolo. Son club, les Waratahs, réalisent une grande saison en remportant dans un premier temps la saison régulière puis la finale contre les Crusaders 33-32, il s'agit du premier titre du club en Super Rugby. Titulaire avec l'Australie, il prend part à quatorze rencontres pour sept essais mais ne remporte pas le Rugby Championship.
Lors de la saison 2015, Les Waratahs remporte la phase régulière de la conférence australienne mais est battu en demi-finale contre les Highlanders 35-17. Folau dix-sept rencontres pour sept essais. EN équipe d'Australie, il dispute une formule réduite du Rugby Championship disputé en trois matchs et remporte sa première compétition internationale en restant invaincue contre la Nouvelle-Zélande, l'Argentine et l'Afrique du Sud. Favori de la Coupe du monde 2015 qu'il dispute au poste d'arrière, Folau prend part aux prestigieux succès contre l'Angleterre à Twickenham 33-13 et le pays de galles 15-6 au premier tour. L'Australie bat ensuite difficilement l'Écosse en quarts de finale 35-34 puis l'Argentine en demi-finale. En finale toutefois, l'Australie est battue par la Nouvelle-Zélande 34-17 au terme d'une rencontre qualifié de plus belle finale depuis la création de la Coupe du monde.
Lors de la saison 2016, bien que son club des Waratahs ne parviennent pas à se qualifier pour la phase finale, Israel Folau termine meilleur marqueur d'essais de la compétition avec onze essais en quinze rencontres. Il reste en sélection le titulaire indiscutable au poste d'arrière en disputant quatorze rencontres pour deux essais.
Lors de la saison 2017, Les Waratahs vivent une saison compliquée et ne se qualifient pas pour la phase finale. Folau disputent quinze rencontres pour neuf essais. Avec la sélection, Folau termine second au Rugby Championship derrière la Nouvelle-Zélande. Il prend par ailleurs une position publique au sujet de la légalisaton du mariage homosexuel en Australie en déclarant « J'aime et je respecte les opinions de tous, mais personnellement je suis opposé au mariage gay ».

#### 2018: Polémique autour de sa position sur le mariage homosexuel mais prolongation de son contrat jusqu'en 2022

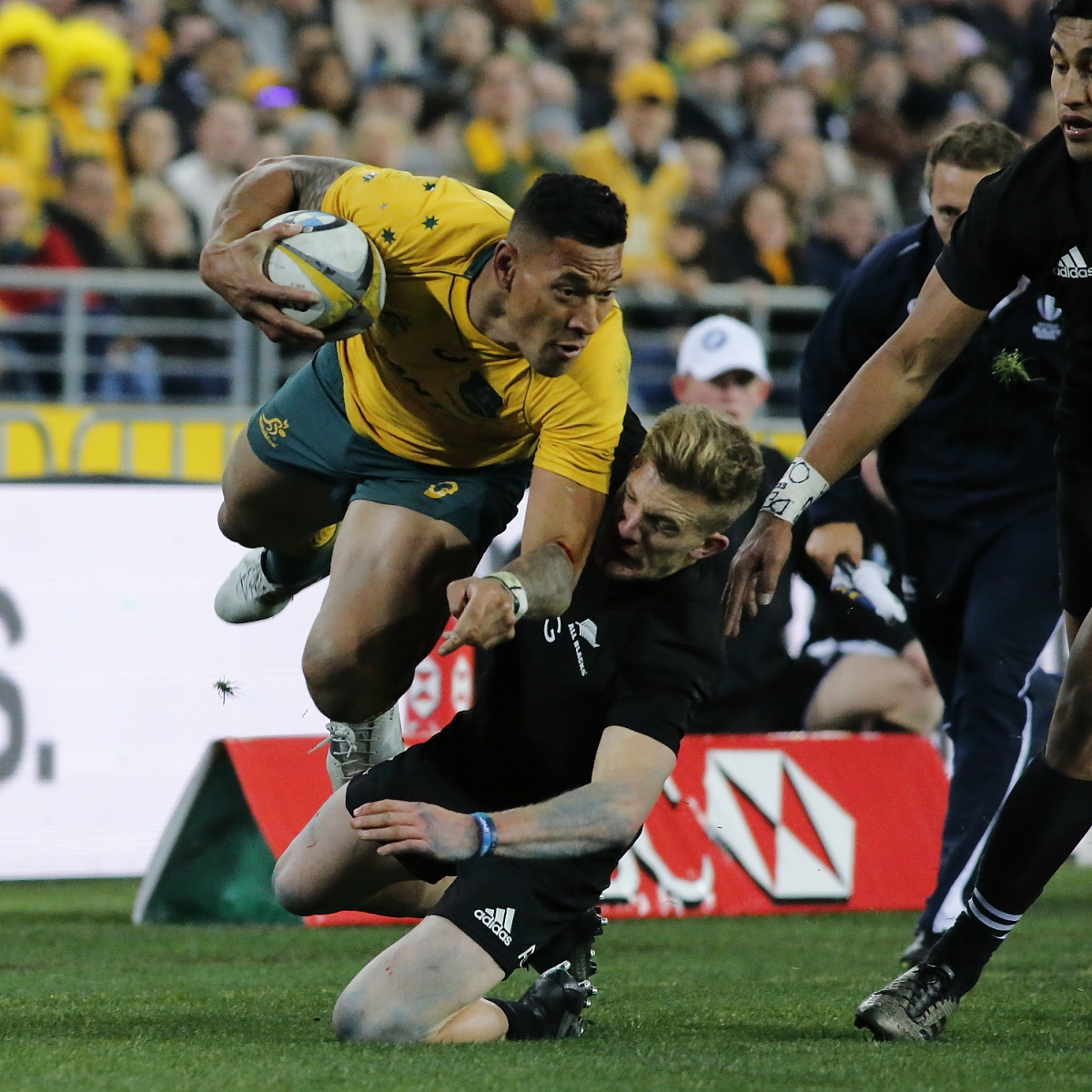

Lors de la saison 2018, les Waratahs reprennent des couleurs et terminent troisième de la saison régulière. En phase finale, ils éliminent 30-23 les Highlanders où Folau inscrit un essai mais sont surpris par les Lions 26-44 malgré un essai de Folau. Ils terminent la saison avec onze essais pour quatorze matchs. Avec la sélection, il dispute onze rencontres pour cinq essais. Toutefois la saison est rythmée pour des raisons extra-sportives par Folau. En avril 2018, il réaffirme sa foi chrétienne évangélique et répond à la question d'un internaute « quels sont les plans de Dieu pour les homosexuels? » par « L’ENFER… A moins qu’ils ne se repentent de leurs péchés et se tournent vers Dieu. ». Cette réponse suscite de nombreuses réactions accusant Israel Folau d'homophobie. En mai 2018, il poste une vidéo d'un sermon du défunt pasteur évangélique américain David Wilkerson qui met en garde contre la tolérance du mariage homosexuel dont le débat est en cours en Australie. En fin de contrat en fin d'année 2018, Folau signe une prolongation de son contrat jusqu'en 2022 avec la fédération australienne et son club de Waratahs, les deux entités n'ayant pas pris de mesures et de sanctions à la suite des positions publiques de Folau.

#### 2019: réitération de propos religieux et anti-homos amenant une exclusion définitive de la fédération australienne de rugby à XV
En 2019, Folau prend part à sept rencontres de Super Rugby avec les Waratahs pour quatre essais et laissent les Waratahs à la huitième place. Il n'est plus appelé en sélection en 2019 en raison de plusieurs citations de la Bible sur les réseaux sociaux. Déjà écarté de la sélection, Folau répond à cela en citant notamment le chapitre 6 de la Première épître aux Corinthiens : « Ne vous y trompez point: ni les impudiques, ni les idolâtres, ni les adultères, ni les efféminés, ni les infâmes, ni les voleurs, ni les avares, ni les ivrognes, ni les calomniateurs, ni les rapaces ne posséderont le royaume de Dieu. ». Cette citation est considérée à caractère homophobe et constitue pour la fédération australienne une infraction grave au code de conduite et décide d'annuler de façon unilatérale son contrat. Israel Folau maintient ses positions et ses citations, et décide de porter l'affaire en justice en attaquant la fédération pour rupture illégale de son contrat en réclamant 10 puis 14 millions de dollars australiens de compensation. Dans l'attente de ce procès, il crée une nouvelle controverse en suggérant dans un sermon à Sydney et partagé sur sa page facebook que les « incendies de forêt et la sécheresse qui touchent l'Australie sont «le jugement de Dieu» après que le pays a légalisé le mariage homosexuel et de l'avortement » et que cela était « qu'un petit aperçu du jugement de Dieu qui arrive ». Afin d'éviter d'aller au bout de la procédure lancée par Israel Folau, la fédération australienne de rugby à XV décide le 4 décembre 2019 de s'acquitter de la somme d'environ 3 millions de dollars australiens et de présenter ses excuses à Israel Folau et sa famille, ce dernier affirmant de son côté de ne pas vouloir faire de tort à personne.

### 2020: Retour relativement discret au rugby à XIII aux Dragons Catalans

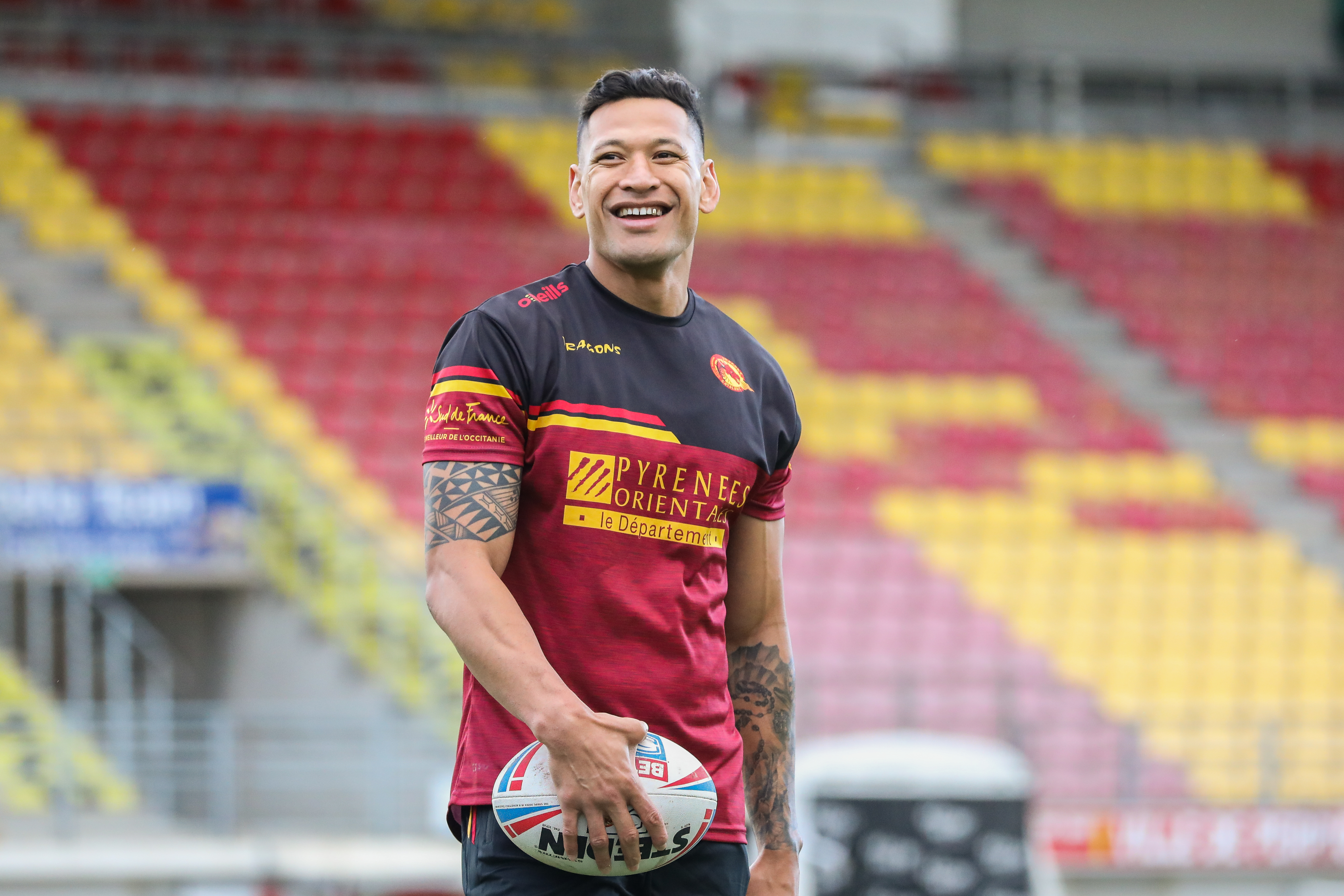
Israel Folau aux Dragons Catalans.

Libre de tout engagement après son licenciement de la fédération australienne de rugby à XV, Israel Folau est l'objet de nombreuses spéculations. La National Rugby League déclare que Folau ne sera pas autorisé à réintégrer ce championnat. De nombreuses touches l'amènent en Europe et finalement, le 28 janvier 2020, il s'engage avec le club de rugby à XIII de Perpignan, les Dragons catalans, pour 1 an, après un avis positif de la Super League. Toutefois, cette dernière déclare dans le même temps la mise en place de mesures lui garantissant une plus grande autorité pour empêcher, à l'avenir, les signatures controversées.
À noter que si l'on peut qualifier ce retour de discret auprès des médias français, qui, pour des raisons commerciales, préfèrent éviter de mettre le rugby à XIII sur le devant de la scène, il n'en est pas du tout de même pour les médias anglophones. Lors du premier match de Folau au sein de sa nouvelle équipe, de nombreuses chaines de télévisions et des médias australiens et britanniques ont dépêché des équipes. On rapporte également que le joueur est poursuivi par les journalistes ; il n'accorde alors qu'une interview , orchestrée par  son club.

### 2021: Départ polémique des Dragons catalans
Invoquant des problèmes de santé dans sa famille, Israel Folau quitte la France pour l'Australie pendant la pandémie de Covid-19. Et cela alors qu'un contrat le lie aux Dragons catalans. Ces derniers indiquent qu'ils n'entendent pas rompre ce contrat « sans compensation ».
Il met à profit cette contrainte familiale  pour tenter de se faire recruter, avec beaucoup de difficultés, par un club de NRL. Au mois de mars 2021, il est toujours sans club même si « la porte de la NRL » ne lui est pas complètement fermée.
Néanmoins, Israel Folau semble trouver un « point de chute » dans un club australien de deuxième division celui des Southport Tigers, « une petite équipe du Queensland parrainée par l'homme d'affaires et homme politique Clive Palmer ».
Mais contre toute attente, il signe pour la franchise japonaise de rugby à XV : NTT Communications.

### 2022: Retour international avec les Tonga à XV
Le 2 juillet 2022 grâce au nouveau règlement de World Rugby qui autorise à jouer pour deux sélections différentes sous certaines conditions, il effectue son retour international cette fois sous le maillot des Tonga pour y affronter les Fidji dans le cadre de la Coupe des nations du Pacifique.
Néanmoins, il ne participe pas à la coupe du monde de 2023, car il n'est toujours pas rétabli de sa  blessure au genou.

## Polémique
Sur Instagram, il publie un post en 2017 contre le mariage homosexuel alors que l'Australie met en place une consultation nationale sur le sujet. Le mariage homosexuel sera adopté. Fervent chrétien évangélique, il publie en avril 2019 un post dans lequel il écrit : « Ivrognes, homosexuels, adultères, menteurs, fornicateurs, voleurs, athées, idolâtres, l’Enfer vous attend. Repentez-vous ! Seul Jésus peut vous sauver. » Rugby Australia annonce alors mettre un terme à son contrat dans la foulée. Du côté de Toulon, son président Mourad Boudjellal, athée convaincu qui en 2014 considérait Folau comme un « joueur de rêve » déclare alors que  « [ce] mec est un crétin, il doit dégager. Ou alors il faut lui acheter un cerveau. Il lui reste le Ku Klux Klan et encore, il verrait ce que ça fait d’être de l’autre côté. »
Comme il avait été envisagé par certains médias que le joueur puisse rejouer à XIII, la NRL (homologue de Rugby Australia en rugby à XIII) , a préféré « prendre les devants » et a indiqué clairement, et cela dès le début de la polémique, qu'une licence ne sera pas accordée au joueur, qui ne se conforme pas à la « culture de tolérance du rugby à XIII ».
Mais au mois de janvier 2020, on apprend le retour du joueur au rugby à XIII avec la signature d'un contrat d'un an avec les Dragons catalans. Un contrat qu'il peinera à honorer (voir-ci-dessus).

## Palmarès

### En rugby à XIII
| Melbourne Storm (0)                                                                                             | Équipe du Queensland (2)                         | Équipe d'Australie (0)                    |
| --- | ------------------------------------------------ | ----------------------------------------- |
| - National Rugby League - Vainqueur : 2007 - Finaliste : 2008 - Vainqueur de la saison régulière : 2007 et 2008 | - State of Origin (2) - Vainqueur : 2007 et 2008 | - Coupe du monde (0) : - Finaliste : 2008 |

### En rugby à XV
| Waratahs (1)                                                                                               | Équipe d'Australie (1) |
| --- | --- |
| - Super Rugby - Vainqueur : 2014 - Demi-finaliste : 2015 et 2018 - Vainqueur de la saison régulière : 2014 | - Coupe du monde (0) : - Finaliste : 2015 - The Rugby Championship (1) - Vainqueur : 2015 - Mandela Challenge Plate (4) - Vainqueur : 2015, 2016, 2017 et 2018 - Mandela Challenge Plate (6) - Vainqueur : 2013, 2014, 2015, 2016, 2017 et 2018 |

### Distinctions personnelles

#### Rugby à XIII
- Meilleur jeune joueur de la National Rugby League en 2007.
- Meilleur centre de la National Rugby League en 2008.
- Plus jeune sélectionné de l'histoire de l'équipe d'Australie.

#### Rugby à XV
- Meilleur joueur australien de l'année en 2014, 2015 et 2017.
- Joueur nommé au titre de meilleur joueur du monde en 2017.
- Meilleur marqueur d'essais du Rugby Championship en 2017.
- Meilleur marqueur d'essais de l'histoire du Super Rugby.
- Meilleur marqueur d'essais du Super Rugby en 2014 et 2016.
- 4e meilleur marqueur d'essais de l'équipe d'Australie.

## Statistiques en sélection

### Rugby à XIII

#### Queensland
Israel Folau compte huit rencontres avec l'équipe du Queensland, inscrivant 28 points, sept essais. Il évolue principalement au poste d'ailier. Ces huit rencontres se sont déroulées sur trois séries de State of Origin entre 2008 et 2010, toutes victorieuses pour le Queensland.
| 1. | 2008 | Match 1 | 21 mai 2008    | 10-18 | Ailier | 4 | 1 | - | - |
| 2. | 2008 | Match 2 | 11 juin 2008   | 30-0  | Ailier | 4 | 1 | - | - |
| 3. | 2008 | Match 3 | 2 juillet 2008 | 16-10 | Ailier | 8 | 2 | - | - |
| 4. | 2009 | Match 1 | 3 juin 2009    | 28-18 | Ailier | 0 | 0 | - | - |
| 5. | 2009 | Match 2 | 24 juin 2009   | 24-14 | Ailier | 4 | 1 | - | - |
| 6. | 2010 | Match 1 | 26 mai 2010    | 28-24 | Ailier | 0 | 0 | - | - |
| 7. | 2010 | Match 2 | 16 juin 2010   | 34-6  | Ailier | 8 | 2 | - | - |
| 8. | 2010 | Match 3 | 7 juillet 2010 | 23-18 | Ailier | 0 | 0 | - | - |

| - Série victorieuse |

#### Australie
Israel Folau compte huit sélections avec l'équipe d'Australie de rugby à XIII, inscrivant 24 points, six essais. Il évolue principalement au poste de centre avec le XIII australien. Il participe à une édition de la Coupe du monde en 2008 au cours de laquelle il est finaliste.
| 1. | 13 octobre 2007  | Nouvelle-Zélande     | 58-0  | Amical         | Ailier     | 8 | 2 | - | - |
| 2. | 9 mai 2008       | Nouvelle-Zélande     | 28-12 | Amical         | Ailier     | 4 | 1 | - | - |
| 3. | 26 octobre 2008  | Nouvelle-Zélande     | 30-6  | Coupe du monde | Centre     | 8 | 2 | - | - |
| 4. | 26 octobre 2008  | Angleterre           | 52-4  | Coupe du monde | Centre     | 0 | 0 | - | - |
| 5. | 9 novembre 2008  | Papouas.-Nlle-Guinée | 46-6  | Coupe du monde | Remplaçant | 0 | 0 | - | - |
| 6. | 16 novembre 2008 | Fidji                | 52-0  | Coupe du monde | Centre     | 0 | 0 | - | - |
| 7. | 23 novembre 2008 | Nouvelle-Zélande     | 20-34 | Coupe du monde | Centre     | 0 | 0 | - | - |
| 8. | 8 mai 2009       | Nouvelle-Zélande     | 38-10 | Amical         | Ailier     | 4 | 1 | - | - |

### Rugby à XV

#### Australie
Israel Folau compte 66 sélections avec l'équipe d'Australie de rugby à XV, inscrivant 160 points, 32 essais. Il évolue principalement au poste d'arrière avec le XV australien.
Il participe à six éditions du Rugby Championship en 2013, 2014, 2015, 2016, 2017 et 2018 disputant 33 rencontres et inscrivant 11 essais, 55 points.

#### Tonga
Il évolue également avec l'équipe des Tonga où il compte 1 sélection.

## Statistiques en club
| Saison              | Club                          | Compétition                       | Matchs | Points | Essais | Goals | Drops |
| ------------------- | ----------------------------- | --------------------------------- | ------ | ------ | ------ | ----- | ----- |
| Rugby à XIII        |                               |                                   |        |        |        |       |       |
| 2007                | Melbourne Storm               | National Rugby League             | 27     | 94     | 21     | 5     | -     |
| 2008                | Melbourne Storm               | National Rugby League             | 25     | 60     | 15     | 0     | -     |
| 2008                | Melbourne Storm               | World Club Challenge              | 1      | 0      | 0      | 0     | -     |
| 2009                | Brisbane Broncos              | National Rugby League             | 19     | 68     | 17     | 0     | -     |
| 2010                | Brisbane Broncos              | National Rugby League             | 20     | 80     | 20     | 0     | -     |
| Football australien |                               |                                   |        |        |        |       |       |
| 2011                | Greater Western Sydney Giants | NEAFL                             | 15     | -      | -      | 25    | -     |
| 2012                | Greater Western Sydney Giants | Australian Football League        | 13     | -      | -      | 2     | -     |
| Rugby à XV          |                               |                                   |        |        |        |       |       |
| 2013                | Waratahs                      | Super Rugby                       | 14     | 43     | 8      | 1     | -     |
| 2014                | Waratahs                      | Super Rugby                       | 14     | 60     | 12     | 0     | -     |
| 2015                | Waratahs                      | Super Rugby                       | 17     | 25     | 5      | 0     | -     |
| 2016                | Waratahs                      | Super Rugby                       | 15     | 55     | 11     | 0     | -     |
| 2017                | Waratahs                      | Super Rugby                       | 15     | 45     | 9      | 0     | -     |
| 2018                | Waratahs                      | Super Rugby                       | 14     | 55     | 11     | 0     | -     |
| 2019                | Waratahs                      | Super Rugby                       | 7      | 20     | 4      | 0     | -     |
| Rugby à XIII        |                               |                                   |        |        |        |       |       |
| 2020                | Dragons Catalans              | Super League                      | 1      | 4      | 1      | -     | -     |
| 2022                | Shining Arcs                  | Japan Rugby League One Division 1 | 14     | 50     | 10     | 0     | -     |